# Плейс, Фрэнсис
Фрэнсис Плейс (англ. Francis Place; 3 ноября 1771, Лондон — 1 января 1854, там же) — английский политический и профсоюзный деятель, буржуазный радикал, реформатор. 

## Биография
Родился в бедной семье пекаря.
В молодости работал портным, в 1793—1794 годах — участник рабочих союзов, в 1794—1797 годах — Лондонского корреспондентского общества. С 1800 года — предприниматель, открыл в Лондоне швейную мастерскую, ставшую местом встреч ведущих радикалов.
В 1814 г. начал кампанию за отмену направленных против тред-юнионов 3аконов об объединениях, которые в итоге были аннулированы в 1824 г.  
В 1820-х гг. пользовался некоторым влиянием среди рабочих как защитник свободы рабочих союзов. Играл активную роль в движении за избирательную реформу 1832 г. В 1838 г. принял участие в выработке чартистской Народной хартии, однако позднее отошёл от чартизма и занял по отношению к нему враждебную позицию.

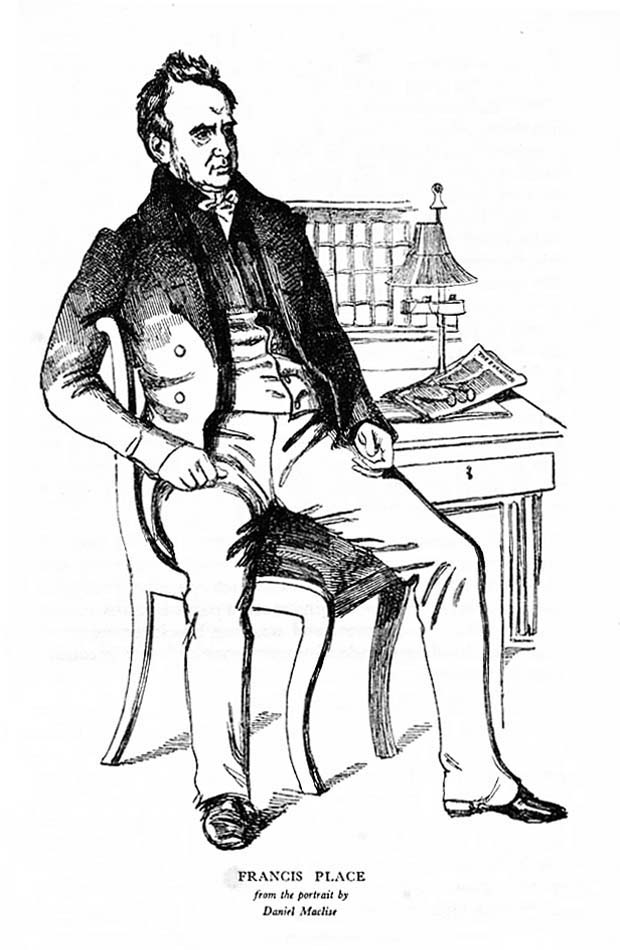

Похоронен на Бромптонском кладбище Лондона.